# Shuanghe Shuiku
Shuanghe Shuiku är en reservoar i Kina. Den ligger i provinsen Hubei, i den centrala delen av landet, omkring 200 kilometer norr om provinshuvudstaden Wuhan. Trakten runt Shuanghe Shuiku består till största delen av jordbruksmark.
Genomsnittlig årsnederbörd är 1 403 millimeter. Den regnigaste månaden är augusti, med i genomsnitt 195 mm nederbörd, och den torraste är oktober, med 59 mm nederbörd.